# NGC 1188
NGC 1188 (również PGC 11533) – galaktyka soczewkowata (S0), znajdująca się w gwiazdozbiorze Erydanu. Odkrył ją 2 grudnia 1885 roku Francis Leavenworth.